# 金森太郎

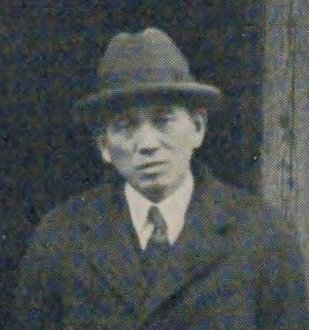
金森太郎

金森 太郎（かなもり たろう、1888年〈明治21年〉6月16日 - 1958年〈昭和33年〉6月12日）は、日本の農商務・内務官僚。東京府（のちの東京府豊多摩郡千駄ヶ谷町、現東京都渋谷区）出身。
宗教家の金森通倫の長男。第102代内閣総理大臣・石破茂の外祖父。

## 来歴
1888年、熊本県人の牧師・金森通倫の長男として誕生。1909年、第二高等学校を卒業。1913年、東京帝国大学法科大学独法科卒業。
農商務属となり、兵庫県朝来・明石各郡長、島根県理事官産業課長、茨城・静岡各県警察部長、福島・長野各県内務部長等を経て、1931年、大阪府警察部長に就任。1932年、東京府内務部長に就任。1933年、徳島県知事に就任。1934年、山形県知事に就任。
1936年、東北興業副総裁に就任し、1940年まで務めた。1942年、樺太開発副総裁に就任。
1958年、死去。69歳没。墓所は多磨霊園。

## 人物
宗教はキリスト教。趣味は読書、旅行。住所は東京都渋谷区代々木大山町。

### 家族・親族
- 妻・はなこ（原田二郎の長女[3]）

1897年（明治30年）9月生 -没
- 長女・和子（鳥取県、石破二朗に嫁す）

1918年（大正7年）8月生 -没
- 二女・幸子
- 弟

次郎（実業家）
1889年（明治22年）10月生 -没
- 同妻・岸（神奈川、上野吉二郎の長女）

五郎（医師）
1894年（明治27年）9月生 -没
- 同妻・壽（東京、岡本政勝の二女）

九郎（鉄鋼技師、東大教授）
1907年（明治40年）5月生 -没
- 妹

三壽（ジャパンタイムス社長、国際ロータリー会長、国際基督教大学初代理事長の東ヶ崎潔（米国名ジョージ）に嫁す）
1891年（明治24年）5月生 -没
壽々子（鳥取県、濱田清治に嫁す）
1903年（明治36年）5月生 -没
壽々枝（濱健夫に嫁す）
1905年（明治38年）5月生 -没